# Stand My Ground
Stand My Ground is een single van de Nederlandse symphonische rockband Within Temptation, uitgebracht in het najaar van 2004. Het is de eerste single van het album The Silent Force.

## Achtergrond
De single werd een hit in een aantal landen. In Spanje werd zelfs de nummer 1-positie behaald. In Finland de 9e, Noorwegen de 20e, Zweden de 21e, Duitsland de 13e en Oostenrijk de 25e positie.
In Nederland was de single in week 41 de 597e Megahit op 3FM en in week 44 de 1800e Alarmschijf op Radio 538 en werdceen grote hit. De single bereikte de 4e positie in de Nederlandse Top 40 op destijds Radio 538 en de 5e positie in de publieke hitlijst; de Mega Top 50 op 3FM. Ook in de Single Top 100 werd de 5e positie bereikt.  
In België bereikte de single de 9e positie in de Vlaamse Ultratop 50 en de 14e positie in de Waalse "Ultratip" van de Waalse Ultratop 50. In de Vlaamse Radio 2 Top 30 werd géén notering behaald.

## Nummerlijst
cd-single
1. "Stand My Ground" (radioversie) - 3:59
2. "Overcome (niet-albumversie) - 4:04

cd 4-track ep
1. "Stand My Ground" (radioversie) - 3:59
2. "Overcome" (niet-albumversie) - 4:04
3. "It's The Fear" (demoversie) - 4:09
4. "Stand My Ground" (albumversie) - 4:28

cd-multisingle
1. "Stand My Ground" (radioversie) - 3:59
2. "Overcome" - 4:04
3. "It's The Fear" (demoversie) - 4:09
4. "Stand My Ground" (albumversie) - 4:28
5. "Towards The End" - 3:26
6. "The Swan Song" (Instrumentale/orkestrale versie) - 3:41

dvd-single
1. "Stand My Ground" (albumversie) - 3:58
2. "Overcome" - 4:04
3. "It's The Fear" (demoversie) - 4:08
4. "Forsaken" - 4:53
5. "Towards The End" - 3:27
6. "Stand My Ground" (video)
7. Making of ... "Stand My Ground" (video)
8. "Studio impressions" (video)
9. "On Tour" (video)

## NPO Radio 2 Top 2000
| Nummer met noteringen in de NPO Radio 2 Top 2000 | '18  | '19 | '20 | '21 | '22 | '23 | '24 |
| ------------------------------------------------ | ---- | --- | --- | --- | --- | --- | --- |
| Stand My Ground                                  | 1020 | 799 | 850 | 878 | 731 | 900 | 911 |

1. ↑  Een vetgedrukt getal geeft de hoogste notering aan.
2. ↑  2018 was het eerste jaar met een notering voor dit nummer.